# Vladimir Veselinov
Vladimir Veselinov (Szabadka, 1984. május 25. –) szerb labdarúgó.